# Molophilus albibasis
Molophilus albibasis là một loài ruồi trong họ Limoniidae. Chúng phân bố ở miền Cổ bắc.